# Scaptia longipennis
Scaptia longipennis är en tvåvingeart som först beskrevs av Ricardo 1902.  Scaptia longipennis ingår i släktet Scaptia och familjen bromsar. Inga underarter finns listade i Catalogue of Life.